# Calanoides patagoniensis
Calanoides patagoniensis is een eenoogkreeftjessoort uit de familie van de Calanidae. De wetenschappelijke naam van de soort is voor het eerst geldig gepubliceerd in 1883 door Brady.